# Samuel Wildi
Samuel Wildi (* 6. Juni 1825 in Veltheim; † 23. Januar 1905 in Brugg) war ein Schweizer Richter und Politiker. Von 1868 bis 1869 vertrat er den Kanton Aargau im Nationalrat.

## Biografie
Der Sohn eines Landwirts und Friedensrichters absolvierte nach der Primarschule in seiner Heimatgemeinde Veltheim die Bezirksschule in Lenzburg. Es folgte der Besuch der Kantonsschule in Aarau, wo er den späteren Bundesrat Emil Welti kennenlernte und sich mit ihm anfreundete. Beide studierten Recht und verbrachten zu diesem Zweck mehrere Semester zusammen an den Universitäten von Jena und Berlin. Während seines Studiums wurde er 1845 Mitglied der Burschenschaft Arminia auf dem Burgkeller. Nachdem Wildi 1848 promoviert hatte, wurde er im darauf folgenden Jahr in den Grossen Rat des Kantons Aargau gewählt, dem er bis 1852 angehörte. In der Zwischenzeit erhielt er 1850 das Anwaltspatent und gehörte von 1849 bis 1851 dem Verfassungsrat an, der eine neue Kantonsverfassung ausarbeitete.
1851 ernannte der Grosse Rat Wildi zum Präsidenten des Bezirksgerichts in Brugg. 1854 heiratete er Anna Wassmer, mit der er zwei Töchter hatte. Der Grosse Rat berief ihn 1860 ins Aargauer Obergericht, dem er vorerst fünf Jahre lang angehörte. 1865 machte er sich mit einer eigenen Anwaltskanzlei in Brugg selbständig, doch bereits ein Jahr später gab er diese auf und liess sich wieder zum Oberrichter wählen. Mehrmals war er Obergerichtspräsident, ebenso stand er dem Kriminalgericht, der Anklagekammer und dem Schwurgericht vor. In der Schweizer Armee hatte er den Rang eines Hauptmanns. 1868 wurde Wildi im Wahlkreis Aargau-Mitte als Ersatz für den verstorbenen Samuel Schwarz in den Nationalrat gewählt. Dem Parlament gehörte er nur rund eineinhalb Jahre an, da er nicht zu den Wahlen 1869 antrat.
Oberrichter blieb Wildi bis zu seinem Tod im Alter von 79 Jahren. Daneben übernahm er zahlreiche ehrenamtliche Tätigkeiten. Beispielsweise war er Kassier und Verwaltungsratspräsident der Spar- und Leihkasse Brugg, Präsident der Schulpflege und des Bezirksschulrates, Schulinspektor und Direktionspräsident der Erziehungsanstalt Effingen. Darüber hinaus war Mitbegründer der Brugger Stadtbibliothek.